# Орхусский трамвай
Орхусский трамвай — старая и новая система трамвая в городе Орхус , Дания.

## История
В городе начально была конка. В 1904 году пущен электрический трамвай. Было 2 линии. Закрыт 7 ноября 1971 года.
Строительство нового трамвая началось весной 2013 года, он начал работать 21 декабря 2017 года, участок Вокзал-Университетская больница, длина 3 км. К открытию куплено 26 вагонов Stadler.

## Линии
- Первая линия — полная длина 16 км. Европейская колея 1435 мм.